# Filialkirche Fuchsenbigl

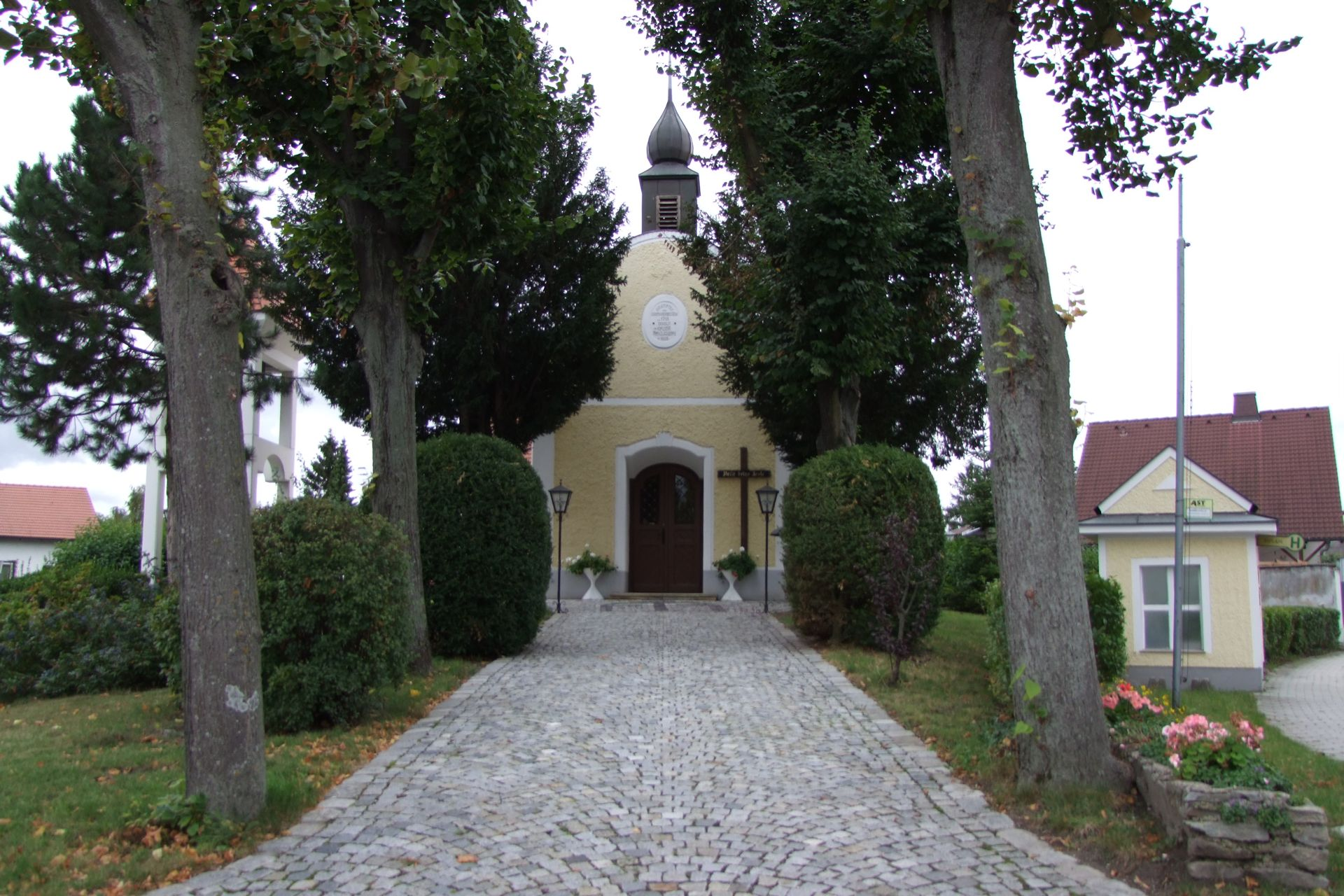
Filialkirche Hll. Gertrud und Mechthild in Fuchsenbigl

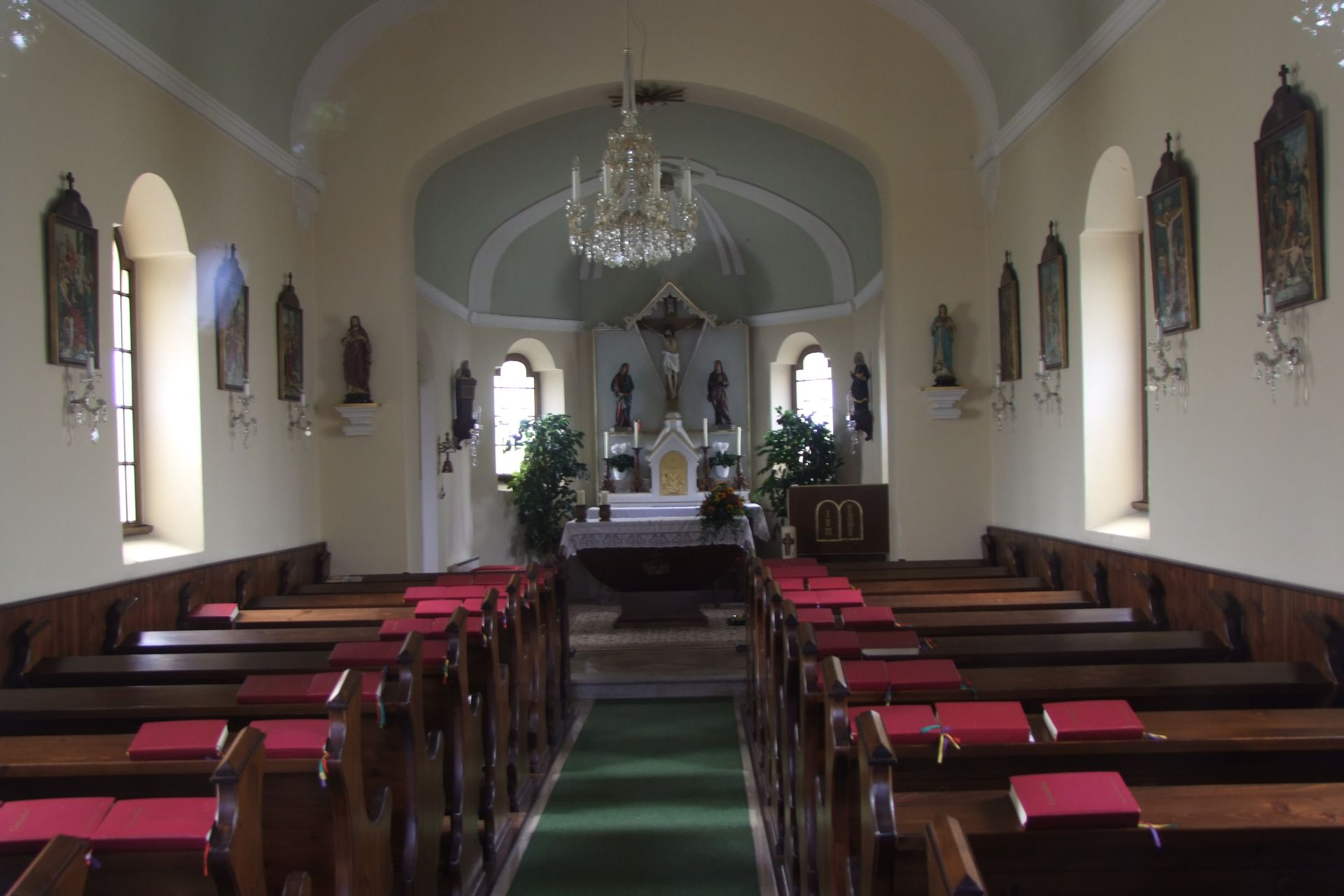
Innenansicht

Die römisch-katholische Filialkirche Fuchsenbigl steht in der Ortschaft Fuchsenbigl in der Gemeinde Haringsee im Bezirk Gänserndorf in Niederösterreich. Sie ist den Heiligen Gertrud und Mechthild geweiht und gehört zur Pfarre Haringsee im Dekanat Marchfeld im Vikariat Unter dem Manhartsberg der Erzdiözese Wien. Das Bauwerk steht unter Denkmalschutz (Listeneintrag).

## Lagebeschreibung
Die Kirche steht etwas erhöht im Westen der Ortschaft Fuchsenbigl.

## Geschichte
Die kleine Dorfkirche stammt aus dem Jahr 1718. Sie wurde von Gräfin Katharina Barbara Herberstein gestiftet. Die Kirche wurde 1908 erneuert.

## Architektur
Das Gotteshaus ist ein schlichter Bau mit abgesetztem Rundgiebel. Der Chor ist wenig eingezogen. Über der Eingangsfront ist ein kleines Glockentürmchen. Die Wand ist von Segmentbogenfenstern durchbrochen.
Die kleine Kirche ist im Inneren tonnengewölbt.

## Ausstattung
Der kleine, neugotische Altar stammt vom Ende des 19. Jahrhunderts, ebenso wie die Kreuzwegbilder.